# Frank Peterson
Frank Peterson est un producteur de musique allemand né le 20 décembre 1963 à Hambourg.
Il a participé à l'écriture, sous le pseudonyme de F. Gregorian, du tube du groupe musical de new age Enigma, Sadeness, avec Michael Cretu (producteur et créateur du groupe) en 1990.